# John Hymers
John Hymers   (Ormesby, 20 de juliol de 1803 - Brandesburton, 7 d'abril de 1887) va ser un clergue i matemàtic anglès.

## Vida i obra
Hymers va néixer a Ormesby (Yorkshire) fill d'in pagès arrendatari del duc de Durham. Amb el seu recolzament financer va poder estudiar a la Sedbergh School, abans d'anar el 1822 al Saint John's College de la universitat de Cambridge, en el qual es va graduar el 1826 com second wrangler.
A partir de 1827 va ser fellow del St John's College i es va dedicar a fer de tutor privat de matemàtiques, encara que no amb tan d'èxit com William Hopkins. Fins al 1852 va tenir un bon grapat d'alumnes que, anys després, serien destacats per alguna raó. Durant aquesta època va publicar uns quants llibres de text de matemàtiques, contribuint a la difusió dels mètodes continentals desenvolupats pels matemàtics francesos. A part de les matemàtiques va cultivar l'amistat amb el poeta William Wordsworth amb qui estava emparentat per via materna.
El 1852 va abandonar la docència per a fer-se càrrec de la rectoria de Brandesburton (Holderness), on va romandre fins a la seva mort el 1887.
El seu llegat més notable és el Hymers College, un prestigiós col·legi d'ensenyament secundari a Hull, fundat el 1893 amb els fons procedents de la seva herència. Continua sent un misteri com va poder acumular a la seva mort una suma molt superior a les 70.000 lliures esterlines que es van utilitzar per a la fundació, però sembla que les va aconseguir amb una inversió en la companyia ferroviària Hudson, que va experimentar un boom en els anys 1840's.